# Guy Mangelschots
Guy Mangelschots est un footballeur belge devenu entraîneur, né le 8 avril 1941 à Hasselt. 